# Pachygonidia hopfferi
Pachygonidia hopfferi är en fjärilsart som beskrevs av Kirby 1892. Pachygonidia hopfferi ingår i släktet Pachygonidia och familjen svärmare. Inga underarter finns listade i Catalogue of Life.